# 302932 Francoballoni
302932 Francoballoni este un asteroid din centura principală de asteroizi.

## Descriere
302932 Francoballoni este un asteroid din centura principală de asteroizi. A fost descoperit pe 29 septembrie 2003 la observatorul astronomic din Andrușivka. Asteroidul prezintă o orbită caracterizată de o semiaxă mare de 2,47 ua, o excentricitate de 0,10 și o înclinație de 1,9° în raport cu ecliptica.